# Giennadij Miczurin
Giennadij Michajłowicz Miczurin (ros. Геннадий Михайлович Мичу́рин; ur. 3 września 1897, zm. 12 października 1970) – radziecki aktor filmowy. Zasłużony Artysta RFSRR. Laureat Nagrody Stalinowskiej (1950). Pochowany na Cmentarzu Serafimowskim.

## Wybrana filmografia
- 1927 Kastuś Kalinowski
- 1927: Car i poeta jako Danzas
- 1927: Dekabryści
- 1928: Mój syn[1] jako Andriej Surin
- 1930: Miasta i lata jako Kurt Van
- 1933: Moja ojczyzna jako dowódca kompanii